# Las Cieneguitas
Las Cieneguitas es una localidad del estado mexicano de Michoacán. Es parte del municipio de Tanhuato.

## Demografía
| Gráfica de evolución demográfica |
|                                  |

| Censo | Población |
| ----- | --------- |
| 1900  | 318       |
| 1910  | 238       |
| 1921  | 280       |
| 1930  | 242       |
| 1940  | 393       |
| 1950  | 411       |
| 1960  | 660       |
| 1970  | 807       |
| 1980  | 591       |
| 1990  | 1032      |
| 2000  | 1164      |
| 2010  | 1335      |
| 2020  | 1249      |